# Dorota Anderszewska
Dorota Anderszewska est une violoniste polonaise.

## Biographie
Dorota Anderszewska est née à Varsovie dans une famille polonaise et hongroise. À l'issue de sa formation musicale initiale dans sa ville natale, elle se perfectionne en France puis  à l'Université de Californie du Sud à Los Angeles et à la Julliard School de New York.
Elle est lauréate de prestigieux concours internationaux :
- Marseille (Zino Francescatti)
- Lublin (Wieniawski-Lipinski)
- Los Angeles (Mozart)
- Pékin, Taipei, Trapani.

Elle occupe le poste de violon solo supersoliste à l'Orchestre national Bordeaux Aquitaine de 1998 à 2005 et, depuis 2004, à l'Orchestre national de Montpellier. Elle est fréquemment invitée en qualité de konzertmeister par des formations françaises ou étrangères comme la Camerata Salzburg ou le Sinfonia Varsovia.
Elle donne des concerts en soliste, en duo avec son frère le pianiste Piotr Anderszewski ou en musique de chambre (Miklós Perényi, Balázs Szokolay, Maurice Bourgue), sur les plus grandes scènes internationales :
- Printemps des Arts de Monte-Carlo
- Wigmore Hall de Londres
- Franz Liszt Academy de Budapest
- Philharmonic Hall de Varsovie
- National Library d'Ottawa
- Hancock Auditorium de Los Angeles
- Carnegie Hall de New York
- National Theatre de Taipei.

## Discographie
- Mieczysław Karłowicz  (Concerto pour violon en la Majeur, op. 8, Stanislas et Anna Oswiecimowie, op. 12) avec l'Orchestre national de Montpellier (direction Friedemann Layer) (2006)
- Beethoven (Sonate pour violon et piano en sol Majeur op. 30), Mozart (Sonate pour piano et violon en mi mineur KV 304), Schubert (Sonate en duo pour violon et piano en la Majeur D 574 op. posth. 162), avec Piotr Anderszewski (1998)